# St Leonards (ort i Australien)
St Leonards är en ort i Australien. Den ligger i kommunen North Sydney och delstaten New South Wales, i den sydöstra delen av landet, nära delstatshuvudstaden Sydney. Antalet invånare är 3 977.
Trakten är tätbefolkad. Närmaste större samhälle är Sydney, nära St Leonards. 
Runt St Leonards är det i huvudsak tätbebyggt. Genomsnittlig årsnederbörd är 1 380 millimeter. Den regnigaste månaden är februari, med i genomsnitt 200 mm nederbörd, och den torraste är juli, med 36 mm nederbörd.